# Daniel A. Lord
Pour les articles homonymes, voir Lord.
Daniel Aloysius Lord (23 avril 1888 - 15 janvier 1955) est un prêtre jésuite et écrivain américain, auteur de 32 livres, 15 carnets, et 228 pamphlets, ainsi que d'innombrables articles. Il a également écrit 70 pièces de théâtre, comédies musicales et spectacles historiques. Il est l'un des consultants techniques du film Le Roi des rois (1927) de Cecil B. DeMille. Son travail le plus influent est probablement la rédaction du code Hays pour l'industrie cinématographique.

## Biographie
Né à Chicago, Daniel Lord fait sa scolarité à l'école primaire catholique locale et après un an au De La Salle Institute puis au St. Ignatius College Prep (en). En 1909, il entre dans la Compagnie de Jésus au séminaire Saint-Stanislas (en) à Florissant dans le Missouri. Après avoir terminé sa formation au noviciat de Saint-Stanislas, il vit à Saint-Louis. Il obtient ensuite une maîtrise en philosophie à l'université de Saint-Louis et y enseigne l'anglais de 1917 à 1920. Il est ordonné prêtre en 1923.
En avril 1924, il s'adresse à 400 délégués du deuxième congrès annuel du Conseil des femmes catholiques de l'archidiocèse de Saint-Louis, où il parle de l'Église comme d'un organisme chargé de briser le provincialisme.
Cette même année, il donne le sermon du baccalauréat à l'université Webster de Saint-Louis. Il fait profession comme membre de la Compagnie de Jésus en 1925.
Il devient directeur national de la Congrégation mariale en 1926, agissant également comme rédacteur en chef de son magazine, The Queen's Work. Réseau informel de groupes caritatifs et de dévotion basés sur des étudiants, souvent basés dans des établissements d'enseignement jésuites, elle est qualifiée d'organisation mourante avant son implication, mais s'est rapidement développée sous la direction de Lord. À son apogée, à la fin des années 1940, il y a 13 000 congrégations aux États-Unis et au Canada dans des écoles primaires, secondaires et universitaires catholiques. De nombreuses paroisses ont à la fois une congrégation de femmes et une congrégation d'hommes. Lord rédige la chanson thème de la Congrégation, For Christ the King, connue de nombreux écoliers paroissiaux américains du milieu du siècle. Il écrit également, en 1941, la chanson scolaire du Ursuline College de Louisville au Kentucky.
Lord quitte son poste de rédacteur en chef en 1948, mais continue à écrire pour le magazine le restant de sa vie, produisant plus de 90 livres, plus de 300 carnets et d'innombrables articles, pièces de théâtre et chansons. « Pendant une période de 30 ans au siècle dernier, le révérend Daniel Lord a prêché sa spiritualité terre-à-terre en distribuant des dizaines de carnets sur la vie de famille, les enfants et le mariage directement au public des églises paroissiales ».
Lord organise également des concours musicaux, parmi lesquels City of Freedom, organisé à Détroit en juillet 1951. Il produit également produit une chronique hebdomadaire souscrite, Along the Way, ainsi qu'un reportage jeunesse régulier pour Our Sunday Visitor. Il rédige également des articles sur le théâtre dans le mensuel Catholic World.

### Hollywood
En 1927, Lord est l'un des six consultants techniques, de diverses confessions, de Cecil B. DeMille pour son film muet Le Roi des rois. Lord seul figure comme conseiller technique dans le générique. Il décrit son passage sur le plateau avec DeMille dans son autobiographie Played by Ear. Il observe que la représentation du vice pour faire triompher la vertu « est l'un des problèmes les plus délicats de l'art ».
En 1929, il commence à travailler sur un code de production, un projet envisagé par le censeur Martin Quigley, éditeur d'un journal professionnel hollywoodien, et soutenu par le cardinal George Mundelein de l'archidiocèse de Chicago. Il voit une opportunité d'intégrer la moralité et la décence dans les loisirs de masse. Son objectif est de « lier les Dix Commandements à la forme de divertissement la plus récente et la plus répandue », aspirant à une norme œcuménique de décence.
En 1930, le projet de code de Lord est accepté par William Harrison Hays et promulgué aux studios avec seulement des changements mineurs, mais il manque un mécanisme d'application et Lord en vient à le considérer comme un échec. Ce n'est qu’avec l'avènement mi-1934 de la Production Code Administration (PCA) menée par Joseph Breen que le code devient la règle d'Hollywood pendant plus de 25 ans.
Dans les années 1930 et 1940, les écrits de Lord touchent à la politique, cherchant un juste milieu catholique entre le socialisme et le capitalisme sans régulation. Il est un défenseur infatigable de l'équité raciale et aborde fréquemment les questions de justice économique. « Oserons-nous détester les Juifs » est sa réponse à l'antisémitisme, l'estimant incompatible avec les enseignements catholiques.
En 1954, Lord est diagnostiqué d'une forme incurable de cancer du poumon. Il meurt l'hôpital Saint-Jean de Saint-Louis le 15 janvier 1955.

## Œuvres (liste incomplète)
- Father Finn, S.J., the story of his life told by himself for his friends young and old (1929)[12]

### Livres (par ordre chronologique)
- A Complete List of Daniel Lord Books
- Armchair Philosophy. New York: America Press, 1918
- Our Nuns: Their Varied and Vital Service for God and County
- Religion and Leadership. Milwaukee: Bruce Publishing, 1933 (vce manuel populaire pour les cours de théologie dans les collèges catholiques est utilisé dans les années 1950)
- My Mother, The Study of an Uneventful Life  St. Louis: Queen's Work, 1934 (le producteur de cinéma John W. Considine Jr. a envisagé de faire une adaptation cinématographique de ce livre)
- Questions I'm Asked About Marriage  St. Louis: Queen's Work, 1938 (basé sur des questions soulevées lors des fréquentes conférences, discussions et retraites de Lord)
- Played by Ear, Chicago, Loyola Univ. Press, 1956

### Pamphlets
- A Complete List of Daniel Lord Pamphlets
- I can read ANYTHING!? All right! - then read THIS!, 1932)[13]
- Confession is a Joy? (1933)[14]
- Fashionable Sin - A Modern Discussion of an Unpopular Subject (1934)[15]
- Pardon My Manners, The Queen's Work / Sodality Movement (1935)

D'autres pamphlets incluent : You can't live that way, The Call to Catholic Action, and Our Part in the Mystical Body.

### Romans
- Red Arrows in the Night (1943)